# Liste des lieux historiques nationaux du Canada en Alberta
Voici la liste des lieux historiques nationaux du Canada (anglais : National Historic Sites of Canada) situé en Alberta. En mars 2011, on compte 59 lieux historiques nationaux en Alberta, dont 14 sont administrés par Parcs Canada. De ce nombre, il faut rajouté aussi un site qui a perdu sa désignation.

Les noms des sites correspondent à ceux donnés par la commission des lieux et monuments historiques du Canada, qui peuvent être différents de ceux donnés par le milieu local.

## Lieux historiques nationaux
| Lieu                                                             | Désignation | Municipalité                                                  | Description | Photo                          |
| ---------------------------------------------------------------- | ----------- | ------------------------------------------------------------- | --- | ------------------------------ |
| Áísínai'pi                                                       | 2004        | Comté de Warnet No 5 49° 04′ 55″ N, 111° 37′ 01″ O            | Ce paysage occupe une place prédominante dans la géographie sacrée des Pieds-Noirs; il constitue la plus grande concentration d'images rupestres dans les grandes plaines           |                                |
| Aqueduc de Brooks                                                | 1983        | Comté de Newell 50° 31′ 44″ N, 111° 51′ 18″ O                 | Important ouvrage d'irrigation construit par le Canadien Pacifique entre 1912 et 1914                                                                                               |                                |
| Arrondissement de Victoria (en)                                  | 2001        | Comté de Smoky Lake 53° 59′ 38″ N, 112° 28′ 38″ O             | Évoque de manière exceptionnelle des thèmes importants du peuplement des Prairies                                                                                                   |                                |
| Auberge de ski Skoki                                             | 1992        | Improvement District No. 9 51° 31′ 20″ N, 116° 04′ 30″ O      | Chalet de ski des années 1930, spécimen de l'architecture vernaculaire rustique, 1930-1931 · Patrimoine mondial (1984, Parcs des montagnes Rocheuses canadiennes)                   | Auberge de Ski Skoki           |
| Beaulieu                                                         | 1992        | Calgary 51° 02′ 26″ N, 114° 04′ 38″ O                         | Maison cossue en grès de sir James Alexander Lougheed, construite en 1891 |                                |
| Blackfoot Crossing                                               | 1992        | Siksika 146 50° 48′ 15″ N, 112° 54′ 23″ O                     | Lieu de rencontre traditionnel à l'intérieur de la réserve des Pieds-Noirs |                                |
| Cairn du British Block                                           | 1973        | Comté de Cypress 50° 36′ 18″ N, 110° 35′ 15″ O                | Spécimen important du patrimoine culturel des Pieds-Noirs des plaines de l'Ouest canadien; plus beaux spécimens d'un type de lieu fort impressionnant : un immense cairn de pierres |                                |
| Cave and Basin                                                   | 1981        | Banff 51° 10′ 06″ N, 115° 35′ 29″ O                           | Sources thermales, berceau du réseau des parcs nationaux · Patrimoine mondial (1984, Parcs des montagnes Rocheuses canadiennes)                                                     |                                |
| Centre d'accueil du Parc-Jasper                                  | 1992        | Jasper 52° 52′ 38″ N, 118° 04′ 49″ O                          | Pittoresque édifice en pierres des champs appartenant au genre rustique (1913-1914) · Patrimoine mondial (1984, Parcs des montagnes Rocheuses canadiennes)                          |                                |
| Cercles de tipi de Suffield                                      | 1973        | Comté de Cypress 50° 25′ 53″ N, 110° 25′ 30″ O                | Spécimen important du patrimoine culturel des Niitsitapi des plaines de l'Ouest canadien; forte concentration de sites recelant de beaux spécimens de cercles de tipi               |                                |
| Chalet et maison d’invités du lac Maligne                        | 2014        | District d'amélioration No 12 52° 43′ 47″ N, 117° 38′ 23″ O   | |                                |
| Champ pétrolifère de Turner Valley                               | 1990        | Turner Valley 50° 40′ 53″ N, 114° 16′ 44″ O                   | Premier champ pétrolifère important de l'Alberta (1914-1947) |                                |
| Champ pétrolifère Leduc-Woodbend                                 | 1990        | Comté de Leduc 53° 19′ 45″ N, 113° 43′ 48″ O                  | Le plus important champ de pétrole de l'histoire de l'Alberta |                                |
| Cinéma Palace                                                    | 1996        | Calgary 51° 02′ 43″ N, 114° 03′ 57″ O                         | Conçu par l'architecte de réputation internationale C. Howard Crane (en) |                                |
| Col Athabasca                                                    | 1971        | Improvement District No. 12 52° 22′ 35″ N, 118° 11′ 00″ O     | Importante voie de communication pour le commerce des fourrures qui traverse les Rocheuses · Patrimoine mondial (1984, Parcs des montagnes Rocheuses canadiennes)                   |                                |
| Col Howse                                                        | 1978        | Improvement District No. 9 51° 48′ N, 116° 45′ O              | Franchi pour la première fois en 1807 par David Thompson · Patrimoine mondial (1984, Parcs des montagnes Rocheuses canadiennes)                                                     |                                |
| Col Yellowhead                                                   | 1971        | Jasper 52° 53′ 29″ N, 118° 27′ 52″ O                          | Voie de communication qui traverse les Rocheuses · Patrimoine mondial (1984, Parcs des montagnes Rocheuses canadiennes)                                                             |                                |
| Coleman                                                          | 2001        | Crowsnest Pass 49° 38′ 07″ N, 114° 30′ 11″ O                  | Paysage minier représentant différents aspects de l'exploitation d'une mine de charbon                                                                                              |                                |
| Église catholique St. Patrick                                    | 1990        | Medicine Hat 50° 02′ 43″ N, 110° 40′ 51″ O                    | Bel exemple d'architecture néo-gothique (1912-1914) |                                |
| Fort Assiniboine                                                 | 1935        | Comté de Woodlands 54° 20′ 01″ N, 114° 46′ 19″ O              | Emplacement d'un poste établi par la Compagnie de la Baie d'Hudson en 1823 |                                |
| Fort Augustus et Fort Edmonton                                   | 1923        | Comté de Sturgeon 53° 42′ 58″ N, 113° 13′ 15″ O               | Emplacement de postes de traite concurrents (1795-1801); la Compagnie de la Baie d'Hudson                                                                                           |                                |
| Fort Calgary (en)                                                | 1925        | Calgary 51° 02′ 43″ N, 114° 02′ 45″ O                         | Emplacement d'un poste de la Police montée du Nord-Ouest établi en 1875 |                                |
| Fort Chipewyan                                                   | 1930        | Chipewyan 201A 58° 38′ 40″ N, 110° 36′ 38″ O                  | Emplacement d'importants postes de commerce, de 1800 à nos jours; la Compagnie de la Baie d'Hudson                                                                                  |                                |
| Fort Dunvegan                                                    | 1947        | Fairview No. 136 55° 55′ 25″ N, 118° 35′ 40″ O                | Emplacement d'un poste établi par la Compagnie du Nord-Ouest en 1805 | Fort Dunvegan                  |
| Fort Edmonton III                                                | 1959        | Edmonton 53° 31′ 55″ N, 113° 30′ 27″ O                        | Emplacement d'un poste établi par la Compagnie de la Baie d'Hudson en 1831 |                                |
| Fort Fork                                                        | 1928        | Peace No. 135 (en) 56° 08′ 15″ N, 117° 28′ 30″ O              | Point de départ de la route suivie par Alexander Mackenzie en 1793 pour atteindre le Pacifique                                                                                      |                                |
| Fort Macleod                                                     | 1923        | Fort Macleod 49° 43′ 26″ N, 113° 24′ 29″ O                    | Emplacement du quartier général de la Police montée du Nord-Ouest de 1876 à 1878 |                                |
| Fort Vermilion                                                   | 1968        | Comté de Mackenzie 58° 23′ 04″ N, 116° 02′ 26″ O              | Emplacement de postes des Compagnies du Nord-Ouest et de la Baie d'Hudson |                                |
| Fort Whoop-Up (en)                                               | 1963        | Lethbridge 49° 41′ 31″ N, 112° 51′ 24″ O                      | Poste de trafic de whisky, a conduit à la création de la Police montée du Nord-Ouest                                                                                                |                                |
| Government House, Edmonton (Alberta) (en)                        | 2012        | Edmonton 53° 32′ 30″ N, 113° 32′ 39″ O                        | Résidence officielle aux six premiers lieutenants-gouverneurs de la province de 1913 à 1938                                                                                         |                                |
| Head-Smashed-in Buffalo Jump                                     | 1968        | Willow Creek No. 26 (en) 49° 42′ N, 113° 38′ O                | Précipice à bisons utilisé par les Autochtones · Patrimoine mondial (1981, Précipice à bisons Head-Smashed-In)                                                                      |                                |
| Heritage Hall du Southern Alberta Institute of Technology (en)   | 1987        | Calgary 51° 03′ 51″ N, 114° 05′ 21″ O                         | Vieil établissement d'enseignement technique appartenant au style gothique Collégial (1921-1922)                                                                                    |                                |
| Hôtel Banff Springs                                              | 1988        | Banff 51° 09′ 51″ N, 115° 33′ 43″ O                           | Hôtel de villégiature réputé construit par une société ferroviaire dans le style Château (1912) · Patrimoine mondial (1984, Parcs des montagnes Rocheuses canadiennes)              |                                |
| Hôtel de ville de Calgary                                        | 1984        | Calgary 51° 02′ 46″ N, 114° 03′ 26″ O                         | Imposant édifice public municipal appartenant au style néo-roman, (1907-1911) |                                |
| Hôtel Prince of Wales                                            | 1992        | Improvement District No. 4 49° 03′ 32″ N, 113° 54′ 13″ O      | Symbole du tourisme en montagne, hôtel genre chalet (1926-1927) · Patrimoine mondial (1995, Parc international de la paix Waterton-Glacier)                                         |                                |
| Industrie de l'argile à Medicine Hat                             | 1999        | Medicine Hat 50° 01′ 53″ N, 110° 39′ 03″ O                    | Paysage culturel associé à la croissance et à la diversification de l'industrie de la poterie                                                                                       |                                |
| Jasper House                                                     | 1924        | Jasper 53° 09′ 00″ N, 117° 59′ 00″ O                          | Vestiges archéologiques d'un poste de commerce des fourrures établi en 1829; la Compagnie de la Baie d'Hudson                                                                       |                                |
| Lac La Grenouille                                                | 1923        | Comté de Saint-Paul No. 19 (en) 53° 55′ 09″ N, 110° 16′ 37″ O | Endroit où des Cris ont posé un acte de rébellion en 1885; Rébellion du Nord-Ouest                                                                                                  |                                |
| Manège militaire Mewata / manège militaire de Calgary (en)       | 1989        | Calgary 51° 02′ 45″ N, 114° 05′ 20″ O                         | Vaste manège militaire urbain datant de la Première Guerre mondiale; édifice remarquable (1917-1918 )                                                                               | Manège militaire Mewata        |
| Mine de charbon Atlas Numéro Trois                               | 2001        | Drumheller 51° 19′ 43″ N, 112° 28′ 57″ O                      | Usine de charbon très bien conservée |                                |
| Mission de Notre-Dame-des-Victoires / Lac-La-Biche               | 1989        | Comté de Lac La Biche 54° 49′ 15″ N, 112° 05′ 44″ O           | Importante mission construite par les oblats en 1853 |                                |
| Mission Rundle (en)                                              | 1963        | Sundance Beach 53° 05′ 00″ N, 114° 06′ 59″ O                  | Première mission destinée aux Premières Nations des plaines de l'Ouest; pour permettre aux Autochtones de s'instruire et les encourager à pratiquer l'agriculture                   | Monument de la mission Rundle  |
| Musée du Parc-Banff                                              | 1985        | Banff 51° 10′ 24″ N, 115° 34′ 20″ O                           | Vieux musée d'histoire naturelle de style Rustique (1902-03) |                                |
| Nordegg                                                          | 2001        | Comté de Clearwater 52° 28′ 14″ N, 116° 04′ 31″ O             | Paysage de mine de charbon comportant encore plusieurs ressources liées à l'exploitation minière                                                                                    | Entrée de la mine Nordegg no 2 |
| Old Women's Buffalo Jump                                         | 1960        | Foothills No 31 50° 28′ 51″ N, 113° 53′ 40″ O                 | Couloir de rabattage des bisons utilisé par les Autochtones pendant 1500 ans |                                |
| Palais de justice de Wetaskiwin                                  | 1981        | Wetaskiwin 52° 58′ 07″ N, 113° 22′ 00″ O                      | Édifice classique, symbole de la justice dans l'Ouest en voie de peuplement (1907-1909)                                                                                             |                                |
| Palais de justice territorial                                    | 1981        | Fort Macleod 49° 43′ 28″ N, 113° 24′ 25″ O                    | Le plus ancien palais de justice en Alberta; achevé en 1904 |                                |
| Pèlerinage du lac Ste. Anne (en)                                 | 2003        | Comté de Lac Ste. Anne (en) 53° 41′ 22″ N, 114° 25′ 59″ O     | Important lieu de régénération sociale, culturelle et spirituelle, trois dimensions importantes du rassemblement estival traditionnel                                               |                                |
| Poteries Medalta                                                 | 1985        | Medicine Hat 50° 01′ 55″ N, 110° 38′ 58″ O                    | Fours ronds et bâtiments de manufacture datant du début du XXe siècle |                                |
| Premier puits de pétrole de l'Ouest-Canadien                     | 1965        | Improvement District No. 4 49° 04′ 18″ N, 113° 58′ 57″ O      | Premier puits de pétrole de l'Ouest commercialement rentable · Patrimoine mondial (1995, Parc international de la paix Waterton-Glacier)                                            |                                |
| Raffinerie de Turner Valley                                      | 1995        | Turner Valley 50° 40′ 17″ N, 114° 16′ 09″ O                   | Exemple des premières raffineries de gaz; très importante dans l'histoire de l'extraction pétrolifère                                                                               |                                |
| Ranch Bar U (en)                                                 | 1989        | Foothills No. 31 (en) 50° 25′ 11″ N, 114° 14′ 00″ O           | Ranch historique situé aux contreforts des Rocheuses en Alberta (1883) |                                |
| Refuge du Col-Abbot                                              | 1992        | Improvement District No. 9 51° 21′ 51″ N, 116° 17′ 25″ O      | Vieux chalet-refuge en pierre destiné à accueillir des grimpeurs (1922) |                                |
| Rocky Mountain House                                             | 1926        | Comté de Clearwater 52° 21′ 59″ N, 114° 57′ 48″ O             | Postes concurrents de traite des fourrures établis par les Compagnies du Nord-Ouest et de la Baie d'Hudson                                                                          | Ruines de Rocky Mountain House |
| Station d'étude des rayons cosmiques du Mont-Sulphur (en)        | 1982        | Improvement District No. 9 51° 07′ 29″ N, 115° 33′ 24″ O      | Vestiges d'un laboratoire de géophysique bâti en altitude |                                |
| Stephen Avenue (en)                                              | 2002        | Calgary 51° 02′ 44″ N, 114° 03′ 52″ O                         | Les édifices bordant cette section de rue évoquent le développement urbain dans les Prairies                                                                                        |                                |
| Temple de l'église de Jésus-Christ des Saints des Derniers Jours | 1992        | Cardston 49° 11′ 52″ N, 113° 18′ 33″ O                        | Temple moderne monumental situé dans une région historiquement peuplée de Mormons (1913-1923)                                                                                       |                                |
| Traité No 7                                                      | 1925        | Siksika 146 50° 47′ 39″ N, 112° 54′ 17″ O                     | Traité signé en 1877 avec la nation des Pieds-Noirs | Site du Traité nº 7            |
| Village à huttes de terre                                        | 1972        | Siksika 146 50° 47′ 04″ N, 112° 51′ 25″ O                     | Vestiges d'un village autochtone |                                |
| Village agricole de Stirling (en)                                | 1989        | Stirling 49° 30′ 08″ N, 112° 31′ 00″ O                        | Type de colonisation particulier des Mormons des Prairie; culture en terre sèche irriguée                                                                                           |                                |

## Lieux historiques nationaux ayant perdu leur intégrité commémorative
| Lieu                                | Désignation | Municipalité               | Raison  | Photo |
| ----------------------------------- | ----------- | -------------------------- | ------- | ----- |
| Gare du Canadien Pacifique à Laggan | 1976        | Improvement District No. 9 | Démolie |       |